# Roland Florstedt
Roland Florstedt (* 1953 in der Lausitz) ist ein deutscher Schauspieler.

## Leben
Florstedt wurde Baufacharbeiter mit Abitur, studierte ab 1975 an der Hochschule für Schauspielkunst „Ernst Busch“ Berlin und schloss seine Ausbildung dort 1978 ab. Danach war er in Halle und Quedlinburg engagiert.
Seit 1981 spielt er in Dresden am Theater Junge Generation. Er spielte z. B. in 10 Jahren 200 Mal den Riesen in Das tapfere Schneiderlein. Neben der Schauspielerei widmet Florstedt sich Lesungen, auch für das Vorleser.net. Seit 2006 hatte der Schauspieler zudem sporadische Auftritte in Fernsehen und Kino, so in Knallhart (2006) unter der Regie von Detlev Buck oder in Die Stunde des Wolfes (2011) an der Seite von Jürgen Vogel.
Florstedt lebt mit seiner Frau in Dresden-Omsewitz.

## Filmografie
- 2005: In aller Freundschaft (Fernsehserie, 1 Folge)
- 2006: Knallhart
- 2006: Pfarrer Braun (Fernsehserie, 1 Folge)
- 2006: SOKO Leipzig (Fernsehserie, 1 Folge)
- 2008, 2016: SOKO Wismar (Fernsehserie, 2 Folgen)
- 2008: Im Namen des Gesetzes (Fernsehserie, 1 Folge)
- 2009: Lasko – Die Faust Gottes (Fernsehserie, 1 Folge)
- 2009: Liebe Mauer
- 2010: Löwenzahn (Fernsehserie, 1 Folge)
- 2011: Die Stunde des Wolfes
- 2016: Hubert und Staller (Fernsehserie, 1 Folge)
- 2017: Zuckersand
- 2018: Tatort: Déjà-vu
- 2019: Lotte am Bauhaus
- 2019: Beck is back! (Fernsehserie, 1 Folge)
- 2019: Herren